# New Melbourne (Terre-Neuve-et-Labrador)
New Melbourne est une ville canadienne de la Péninsule d'Avalon, située sur l'île de Terre-Neuve dans la province de Terre-Neuve-et-Labrador.